# Vážka žlutavá
Vážka žlutavá (Sympetrum flaveolum) je druh v Česku nepříliš hojné vážky živící se drobným hmyzem. Délka těla je asi 35 mm, rozpětí křídel 50 až 60 mm. Bývá vidět od konce června do září u mělkých, prohřívaných vod.

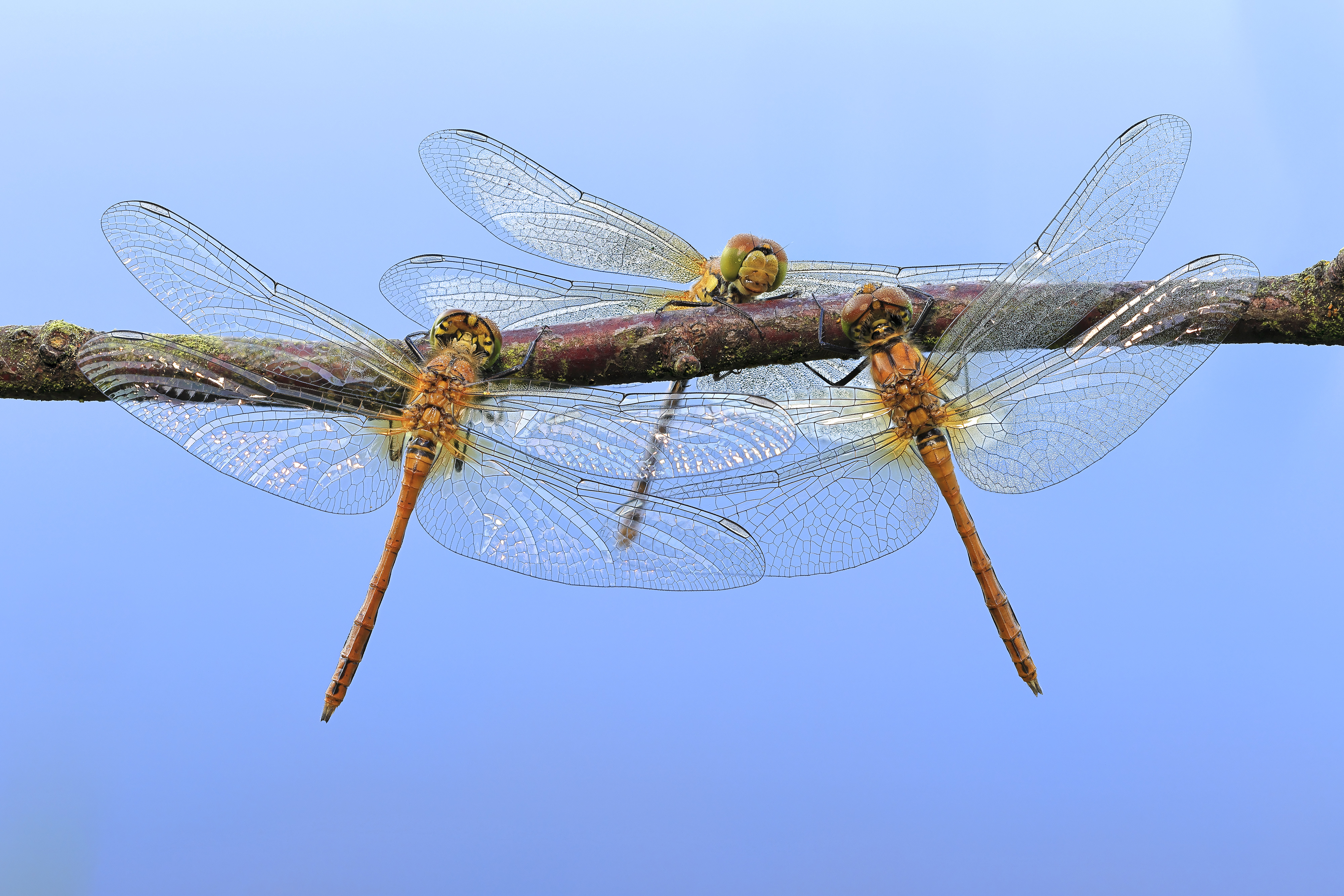
Vážka žlutavá v CHKO Žďárské vrchy

Zadeček samce je tmavě červený, u samice žlutohnědý. Nohy jsou černé. Význačným znakem tohoto druhu jsou žluté skvrny u základů křídel, které bývají vyvinuté v rozmanité podobě. U samce jsou zpravidla na zadních křídlech značně rozsáhlé a na předních jen malé, u samice mohou být nápadně vyvinuty, avšak někdy i scházejí.